# Changeling: The Dreaming
Changeling: The Dreaming è un gioco di ruolo ambientato nel Mondo di tenebra classico, pubblicato da White Wolf Publishing e mai tradotto in italiano. I giocatori interpretano dei Changeling, esseri fatati costretti a incarnarsi in corpi umani, pratica che le fate hanno cominciato a usare per proteggersi dalla mancanza di magia del mondo moderno. Il gioco si basa quindi su un complesso equilibrio tra mondo fatato e immaginazione, da un lato, realtà e concretezza dall'altro.

## Caratteristiche
Le fonti di ispirazione primarie per Changeling sono i racconti della mitologia celtica, in particolare le storie degli Sidhe e il ciclo dei Túatha Dé Danann, ma il gioco attinge ampiamente anche da mitologie e racconti folklorici di altre culture come quella dell'antica Grecia, dell'India, dei nativi americani e del popolo yoruba.

## Ambientazione
Creature fatte di sogni, le fate basano i loro poteri, e la loro stessa essenza vitale, sul "glamour", l'energia generata dalla fantasia e dall'immaginazione degli esseri umani. Nei tempi antichi, fu il glamour stesso a generare un mondo fiabesco, noto come "Dreaming", da cui originariamente arrivarono le fate nel mondo dei mortali.
A partire dall'età del ferro ebbe però inizio quella che viene chiama "La Scissione" (The Sundering), cioè il progressivo allontanarsi delle persone dai sogni e da una visione incantata del mondo.

## Kith
I Kith sono le razze fatate, i vari gruppi di archetipi del fiabesco, nei quali si suddividono le varie fate.

### I Kith di base
I diversi tipi di fate possono essere considerati innumerevoli ma i nove gruppi principali sono:
- Boggan - spiriti domestici, artigiani; incarnano sogni del focolare domestico, della casa e di coloro che se ne prendono cura.
- Eshu - spiriti esotici, viaggiatori, racconta-storie, avventurieri; rappresentano i sogni di libertà, viaggio e di luoghi e creature straniere.
- Nocker - sogni legati alla creatività tecnologica e alle invenzioni immaginarie, ma anche al difficile rapporto che le menti particolarmente creative hanno con la realtà di tutti i giorni.
- Pooka - spiriti animali, mutaforma, ingannatori. Incarnano il sogno di una vita libera e spensierata, simile a quella degli animali a cui i Pooka sono particolarmente affini.
- Redcap - mostri, orchi, assassini e cannibali, i redcap si originano dalla fame inestinguibile e dalla disperazione che le persone provavano durante l'inverno.
- Satyr - gaudenti e passionali i satyr ("satiri") hanno le teste ornate di corna, come il dio Pan. Questi sogni sono nati dalle più profonde passioni e dai desideri dei mortali.
- Sidhe - la nobiltà, re e regine, principi e principesse. I sidhe incarnano i sogni di nobili reggenti, ma anche l'arroganza spesso associata a una posizione altolocata.
- Sluagh - custodi dei segreti, ombre, spettri. Archetipi di tutte le creature spaventose che si trascinano nell'oscurità e non possono essere viste alla luce del sole.
- Troll - guerrieri legati a un codice d'onore, cavalieri, giganti. I troll incarnano il sogno cavalleresco di nobili combattenti.

## Pubblicazioni

### Prima edizione
- Changeling: The Dreaming, 1995, WW7000, ISBN 1-56504-700-1
- Deirdre Brooks, Ian Lemke, Book of Storyteller Secrets / Changeling Storytellers Screen, 1995, WW7001, ISBN 1-56504-702-8. Materiale aggiuntivo per la campagna e uno schermo del master
- Deidre Brooks, Brian Campbell, Autumn People, 1995, WW7004, ISBN 1-56504-709-5. Parte della serie Year of the Hunter[3] e dedicato ai dauntain e agli umani, così impregnati di banalità, che la loro sola presenza causa danno agli esseri fatati
- Ian Lemke, Mark Rein-Hagen, Mike Tinney, Changeling Cantrip Card, 1995, ISBN 1-56504-790-7
- Changeling Players Kit, 1995
- Richard Dansky, Immortal Eyes 1: The Toybox, 1995, WW7200, ISBN 1-56504-703-6. Descrizione di San Francisco, e della regione adiacente, dal punto di vista degli esseri fatati. Comprende alcuni scenari legati a quelli presenti nel manuale base o Toybox, il primo romanzo della trilogia Immortal Eyes
- Changeling Players Guide, 1996, WW7100, ISBN 1-56504-701-X
- Bill Bridges, Jennifer Lindery, Angel C. McCo, Immortal Eyes 2: Shadows on the Hill, 1996, WW7201, ISBN 1-56504-705-2. Descrizione delle Hawaii dal punto di vista degli esseri fatati
- Nicky Rea, Immortal Eyes 3: Court of all Kings, 1996, WW7202, ISBN 1-56504-713-3. Descrizione dell'Irlanda e introduzione dei menehune, gli esseri fatati nativi dell'isola

### Seconda edizione
- Changeling: The Dreaming seconda edizione, 1997, WW7300, ISBN 1-56504-716-8
- Roger Gaudreau, Steve Herman, Ian Lemke, Book of Lost Dreams/Changeling Storytellers Screen, 1997, WW7302, ISBN 1-56504-717-6. Schermo del master abbinato a un manuale di informazioni aggiuntive sugli esseri fatati e linee guida per l'interazione con altre ambientazioni del mondo di tenebra
- Nobles: The Shining Host, 1997, WW7006, ISBN 1-56504-711-7
- Brian Campbell, Jackie Cassada, Nicky Rea, The Shadow Court, 1997, WW7005, ISBN 1-56504-710-9
- R. S. Martin, Neil Mick, James A. Moore, Dreams and Nightmares, 1997, WW7303, ISBN 1-56504-718-4
- Steve Kenson, Enchanted, 1997, WW7008, ISBN 1-56504-714-1
- Leif Jones, Freeholds and Hidden Glens, 1997, WW7002, ISBN 1-56504-706-0
- Beth Fishi, Jennifer Hartshorn, Deena McKinney, Wayne Pacock, Isle of the Mighty, 1997, WW7007, ISBN 1-56504-712-5
- Christopher Howard, Ethan Skemp, Kithbook: Nockers, 1997, WW7052, ISBN 1-56504-727-3
- Allen Tower, Kithbook: Trolls, 1997, WW7050, ISBN 1-56504-725-7
- Richard Dansky, Kithbook: Sluagh, 1997, WW7051, ISBN 1-56504-726-5
- Deena McKinney, James A. Moore, Wayne Peacock, Land of Eight Million Dreams, 1998, WW7308, ISBN 1-56504-722-2
- Bryant Durrell, Jennifer Hartshorn, Deena McKinney, Wayne Peacock, Ethan Skemp, Noblesse Oblige: The Book of Houses, 1998, WW7305, ISBN 1-56504-719-2
- Changeling Storytellers Guide, 1998, WW7009, ISBN 1-56504-708-7
- Jackie Cassada, Nicky Rea, Kingdom of Willows, 1998, WW7306, ISBN 1-56504-720-6
- Rob Barret, Roger Gaudreau, Stephan Herman, R.S. Martin, Angel Leigh McCoy, Inanimae: The Secret Way, 1998, WW7307, ISBN 1-56504-721-4
- Angel Leigh McCoy, Kithbook: Satyrs, 1998, WW7053, ISBN 1-56504-728-1
- Buck Marchinton, Deena McKinney, Fools Luck: The Way of the Commoner, 1999, WW7010, ISBN 1-56504-715-X
- Carla Hollar, Christopher Howard, Deena McKinney, Krister M. Michl, Peter Woodworth, Book of Lost Houses: The Second Coming, 1999, WW7311, ISBN 1-56504-483-5. Descrizioni di cinque nobili casate degli esseri fatati.
- Pour L'Amour et Liberte: The Book of Houses 2, 1999, WW7304, ISBN 1-56504-723-0
- Angel Leigh McCoy, Kithbook: Pooka, 1999, WW7054, ISBN 1-56504-729-X
- Christopher Howard, Tadd McDivitt, Denizens of the Dreaming, 2000, WW7310, ISBN 1-56504-734-6
- Rich Dansky, Kithbook: Redcaps, 2000, WW7055, ISBN 1-56504-482-7
- Peter Woodworth, Kithbook: Eshu, 2001, WW7056, ISBN 1-56504-785-0
- Jackie Cassada, Nicky Rea, War in Concordia, 2001, WW7309, ISBN 1-56504-724-9
- Christopher Howard, The Book of Glamour, 2002, ISBN 1-56504-497-5. (Inedito)
- World of Darkness: Time of Judgement, 2004, WW5399, ISBN 978-1-58846-323-4